# Římskokatolická farnost Těšnovice
Římskokatolická farnost Těšnovice je územní společenství římských katolíků s farním kostelem svatého Petra a Pavla  v děkanátu Kroměříž.

## Historie farnosti
První písemná zmínka o obci pochází z roku 1131. Farní kostel se samostatně stojící zvonicí je poprvé písemně připomínán v roce 1344, kdy papež Kliment VI. jmenoval těšnovického faráře Jaroslava, syna Vojslavova, olomouckým kanovníkem. Ze zápisu z roku 1403 je zřejmé, že k faře náležel i dvůr.  V roce 1643 Švédové vypálili faru a vyloupili kostel včetně zvonů. Kostel byl také velmi poškozen a jeho oprava skončila teprve po sto letech. V roce 1741 byl znovu vysvěcen.

## Duchovní správci
Současným administrátorem excurrendo je od července 2017 R. D. Mgr. Marek Franciszek Jarosz.

## Bohoslužby
| Kostel                | Místo     | Bohoslužba (den) | Hodina      | Poznámka     |
| --------------------- | --------- | ---------------- | ----------- | ------------ |
| svatého Petra a Pavla | Těšnovice | neděle čtvrtek   | 11.00 19.00 | farní kostel |

## Aktivity ve farnosti
Ve farnosti se pravidelně koná tříkrálová sbírka.
Pro farnosti Kvasice, Těšnovice a Zlámanka vychází několikrát ročně farní občasník.